# Histona metiltransferasa
Las histona metiltransferasas (o HMT) son enzimas, tanto del tipo histona-lisina N-metiltransferasa como del tipo histona-arginina N-metiltransferasa, que presentan la capacidad de transferir de uno a tres grupos metilo desde el cofactor S-Adenosil metionina a los residuos de lisina y arginina de las histonas, generando así residuos de mono-, di- ó trimetil-lisina, o bien residuos de mono- ó dimetil-arginina. Estas proteínas suelen contener un dominio SET (de sus siglas en inglés "Su(var)3-9, Enhancer of Zeste, Trithorax"), aunque de ha descrito algún caso como la enzima HMT Dot1 que no presenta este dominio.
La metilación de histonas juega un papel fundamental en la regulación génica epigenética. Las histonas metiladas son capaces de unirse con mayor afinidad al ADN, impidiendo así el acceso de la maquinaria transcripcional y por tanto de la transcripción de los genes situados en la región regulada.
Este tipo de enzimas se encuentran en diversos órganos, pero se localizan principalmente en el cerebro y en el bazo.